# Litografia interferencyjna
Bezpośrednia Laserowa Litografia Interferencyjna (ang. Direct Laser Interference Patterning - DLIP) - nowa metoda tworzenia powtarzalnych wzorów na powierzchni materiałów za pomocą wykorzystania zjawiska interferencji dwóch lub większej liczby wiązek laserowych. By otrzymać interferencję należy podzielić wiązkę w jednym z układów interferencyjnych. W układzie takim wiązke dzielona jest na przykład za pomocą dzielnika wiązki, pryzmatu lub innego elementu. Następnie wiązki są składane w jednym miejscu tworząc wzór interferencyjny. Odpowiednio duża moc wiązki laserowej może dać w ten sposób usunięcie materiału w maksimach interferencyjnych pozostawiając w minimach materiał nienaruszony. Uzyskuje się w ten sposób powtarzalny wzór na stałe utrwalony na powierzchni danego materiału.

## Interferometry dzielące wiązkę i front falowy
Interferometr dzielący amplitudę działa na zasadzie podziału wiązki laserowej na dwie (lub więcej) torów optycznych za pomocą np. dzielnika wiązki. Wiązki rozchodzą się następnie niezależnie do momentu osiągnięcia powierzchni materiału, na którym ma powstać wzór. W płaszczyźnie naświetlanego materiału wiązki ponownie schodzą się tworząc warunki do stworzenia interferencji. Taki układ jest prosty w konstrukcji i justowaniu oraz (dzięki łatwym zmianom kąta padania wiązek na obrabianą powierzchnię) możliwością tworzenia zmian topografii i mikrostruktury powierzchni (tworzy się tzw. stempel optyczny). Dzięki rozseparowaniu wiązek laserowych na kilka torów optycznych każdą z nich można oddzielnie wzmacniać co daje większe możliwości tworzenia mikrostruktur i większą kontrolę nad układem badawczym.
W interferometrze dzielącym front falowy idea rozchodzenia się wiązek laserowych jest podobna z tą różnicą, że dzieli się fizycznie front falowy np. za pomocą pryzmatu lub elementu dyfrakcyjnego.

## Zalety metody
- Dzięki opisanej metodzie można tworzyć bezpośrednio na materiale mikrostruktury w skali dużo większej niż w przypadku bezpośredniego grawerowania laserowego. Powstały w wyniku interferencji obraz ma wymiary nawet rzędu pojedynczych centymetrów co umożliwia tworzenie struktury na dużej powierzchni w jednym kroku technologicznym.
- Inną ważną zaletą jest fakt, że dzięki powstaniu zjawiska interferencji zmniejszona jest liczba elementów w układzie eksperymentalnym.
- Wymiary mikrostruktury są rzędu 100 nm co w przypadku bezpośredniego grawerowania laserowego nie jest osiągalne.